# Альминська низовина
Альминська низовина — низовина на південному заході Кримського півострова.
Поверхня слабонахилена з північного сходу (від долини р. Салгиру) на південний захід у бік Каламітської затоки Чорного моря; з півдня обмежена передгірськими пасмами; на схід — Сімферопольське підняття. Площа близько 1650 км². Переважні висоти 50—100 м.
У геологічному плані — це западина-синекліза, заповнена товщами неогенних, палеогенних і крейдяних відкладів з сумарною потужністю 1800 м. Поверхня низовини вкрита товщею пухких відкладів, що складається з пісків і червоно-бурих глин куяльницького ярусу неогену та суглинків четвертинного віку. Їхня потужність від 2 до 25 м. Складається з пісків, суглинків і глин.

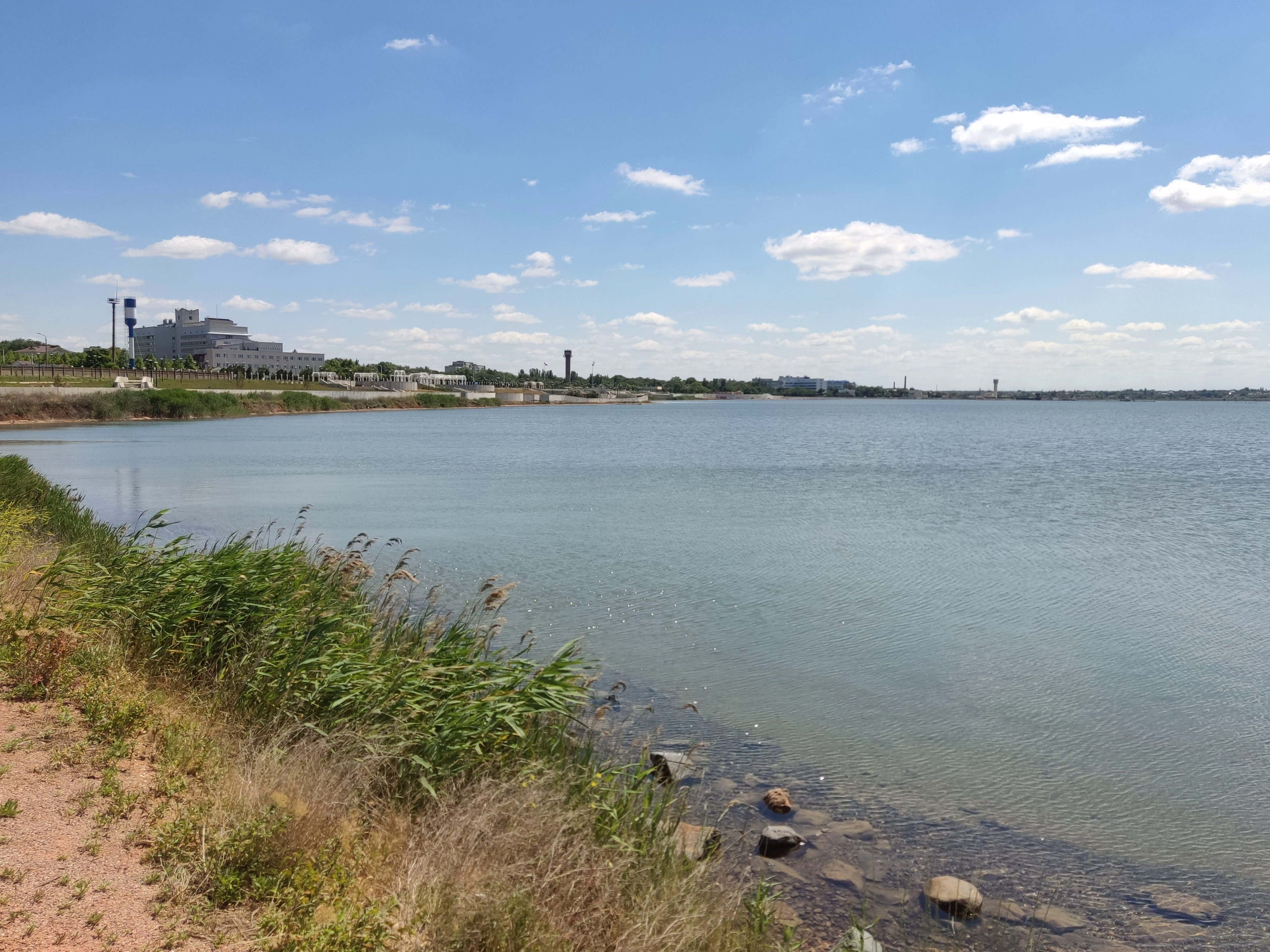
Сакське озеро.

У межах Альминської низовини — долини річок Альми, Качі, Булганака-Західного; ряд солоних озер (Сасик, Сакське озеро, Кизил-Яр), з яких видобувають сіль та лікувальні грязі. Виявлено запаси мінеральних вод. Тут знаходиться Альминський артезіанський басейн із прісними підземними водами доброї якості.
Рослинний покрив представлений ковилово-типчаковим та полинним степом, більша частина території розорана під зернові й технічні культури, сади і виноградники.